# Гостичка, Владимир
Владимир Гостичка (чеш. Vladimír Hostička; 10 декабря 1929, Высокое, Черняховский район, Волынский округ, УССР, СССР — 10 июня 2006, Кралупи-над-Влтавоу, Чехия) — чешский историк. Доктор философии (1966).

## Биография
Родился 10 декабря 1929 года в селе Высокое (ныне село Черняховского района Житомирской области). 
Окончил Карлов университет в Праге (1954). С 1963 года — научный сотрудник научных учреждений Чехословацкой академии наук. 
После «Пражской весны» 1968 года подвергся преследованиям. Исследовал вопросы чешско-украинских взаимоотношений, главным образом эпохи национального возрождения.
Умер 10 июня 2006 года.

## Научная деятельность
Основные труды (опубликованы на чешском языке, названия даны в переводе на русский): 
- «Павел Йозеф Шафарик и украинцы» (1957)
- «Карел Владислав Зап и галицкие украинцы» (1961)
- «Украина во взглядах чешской общественности эпохи национального возрождения до 1848 г.» (1964)
- «Сотрудничество чехов и галицких украинцев в 1848—1849 гг.» (1965)
- «Богдан Хмельницкий и его внешняя политика 1648—1657» (1966)
- «Некоторые аспекты взаимоотношений между чехами и украинцами до конца 60-х годов XIX в.» (1968)
- «Волынские чехи и гонения на них в Советском Союзе» (1990)
- «Украина между Польшей и Россией в 1657—1659 гг.» (1992)
- «Идея украинской государственности и попытки ее реализации» (992).